# Amalín (železniční zastávka)
Amalín (dříve Amalienfeld) je železniční zastávka na úzkorozchodné trati Třemešná ve Slezsku – Osoblaha v obci Slezské Rudoltice, místní části Amalín, Moravskoslezském kraji, okrese Bruntál v Osoblažském výběžku.
Zastávka se nachází na km 10,2 v nadmořské výšce 295 m a vznikla v roce 1929. Je vybavena dřevěnou čekárnou. Pozemek a čekárna byl v roce 2018 převeden z majetku Správy železniční dopravní cesty do majetku Osoblažské úzkorozchodné dráhy o.p.s.

## Provoz osobní dopravy
Stanice je zařazena do integrovaného dopravního systému ODIS a to jako linka S16. Všechny osobní vlaky jsou vedeny lokomotivou ČD řady 705.9 a jedním nebo dvěma vozy řady Btu. V letní sezóně a ve vybraných dnech je na úzkorozchodce veden jeden pár historických vlaků. V  zastávce se neprodávají jízdenky, odbavení cestujících probíhá ve vlaku.